# Узбекистан на Светском првенству у атлетици у дворани 2012.
Узбекистан је на Светском првенству у атлетици у дворани 2012. одржаном у Истанбулу од 9. до 11. марта учествовао десети пут. Репрезентацију Узбекистана представљале су пет такмичарки, које су се такмичиле у четири дисциплине.
На овом првенству Узбекистан није освојио ниједну медаљу. У табели успешности (према броју и пласману такмичара који су учествовали у финалним такмичењима (првих 8 такмичара)) Узбекистан је са једном учесницом у финалу делио 46. место са 1 бодом. Поред тога остварена су три рекорда сезоне.
| Плас. | Земља      | 1. место | 2. место | 3. место | 4. место | 5. место | 6. место | 7. место | 8. место | Бр. финал. | Бод. |
| ----- | ---------- | -------- | -------- | -------- | -------- | -------- | -------- | -------- | -------- | ---------- | ---- |
| =46.  | Узбекистан | 0        | 0        | 0        | 0        | 0        | 0        | 0        | 1        | 1          | 1    |

## Учесници
Жене:
- Guzel Khubbieva — 400 м
- Светлана Раџивил — Скок увис
- Yuliya Tarasova — Скок удаљ
- Александра Котљарова — Троскок
- Валерија Канатова — Троскок

## Резултати

### Жене
| Атлетичарка          | Дисциплина | Лични рекорд | Квалификација | Квалификација | Полуфинале            | Полуфинале   | Финале                | Финале       | Детаљи |
| Атлетичарка          | Дисциплина | Лични рекорд | Резултат      | Место         | Резултат              | Место        | Резултат              | Место        | Детаљи |
| -------------------- | ---------- | ------------ | ------------- | ------------- | --------------------- | ------------ | --------------------- | ------------ | ------ |
| Guzel Khubbieva      | 60 м       | 7,19 НР      | 7,39 КВ       | 3. у гр. 7    | 7,25 ЛРС              | 4. у гр. 3   | Није се квалификовала | 10 / 62 (64) |        |
| Светлана Раџивил     | Скок увис  |              | 1,95 КВ, =ЛРС | 5             |                       |              | 1,92                  | 8 / 18(21)   |        |
| Yuliya Tarasova      | Скок удаљ  | 6,66         | 6,37 ЛРС      | 14            | Нису се квалификовале | 14 / 20      |                       |              |        |
| Александра Котљарова | Троскок    | 14,09        | 13,95         | 8. у гр. А    | Нису се квалификовале | 13 / 28 (30) |                       |              |        |
| Валерија Канатова    | Троскок    | 14,00        | 13,51         | 12. у гр. Б   | Нису се квалификовале | 24 / 28 (30) |                       |              |        |